# Hastatobythites
Hastatobythites is een monotypisch geslacht van straalvinnige vissen uit de familie van naaldvissen (Bythitidae).

## Soort
- Hastatobythites arafurensis Machida, 1997